# Baratto amministrativo
Il baratto amministrativo, nel diritto italiano, è un contratto che viene stipulato tra una amministrazione pubblica e un cittadino. 
Il cittadino, per sanare la propria posizione debitoria svolge dei lavori utili come ridipingere i muri di un edificio comunale, curare i fiori in un giardino, verniciare una staccionata, ripulire le strade ed altro, sulla base di un elenco di progetti approvati.
Nel 2014 un decreto legge ha introdotto la possibilità di pagare in questo modo tasse locali, multe e altri debiti contratti con il Comune; una condizione per accedere a questo tipo di contratto è che il cittadino debitore si trovi in difficoltà economiche. Solitamente vi è un regolamento per la sua applicazione presso l'ente.
Il primo comune italiano ad aver istituito il baratto amministrativo e averlo regolamentato è stato il comune di Invorio, in provincia di Novara, il 2 luglio 2015.
Il 24 marzo 2016 la sezione regionale di controllo della Corte dei Conti per l'Emilia Romagna ha però stabilito che questo istituto non può essere utilizzato per l'adempimento di tributi locali pregressi.
Tra i comuni che hanno istituito il baratto amministrativo:
- Milano
- Massarosa (Lu)
- Leggiuno (Va)
- Invorio (No)
- Marcellinara (Cz)
- Palma di Montechiaro (Ag)
- Pescia (Pt)
- Monteroni di Lecce[6]